# Syrphus japonicus
Syrphus japonicus är en tvåvingeart som beskrevs av Friedrich Hermann Loew 1858. Syrphus japonicus ingår i släktet solblomflugor, och familjen blomflugor. Inga underarter finns listade i Catalogue of Life.